# Air India Flight 182
Air India Flight 182 var ett Air India-flyg som trafikerade sträckan Montréal–London–Delhi. Den 23 juni 1985 sprängdes det flygplan som trafikerade sträckan – en Boeing 747-237B (c/n 21473/330, reg VT-EFO) uppkallade efter kejsare Kanishka — av en bomb på 9 400 meters höjd (31 000 fot), och störtade i Atlanten i irländskt luftrum.
Totalt 329 personer dödades. Incidenten var det största massmordet i Kanadas historia, och dödligaste flygkatastrofen som inträffat över vatten. Det var första bombningen av en 747-jumbojet, och föregick den mer kända bombningen av Pan Am Flight 103 över Lockerbie 1988, som också slogs ut av explosiva varor som placerats i en radio inuti en påse utan dess passagerare hade stigit ombord. Explosionen och det efterföljande haveriet inträffade inom en timme av bombningarna vid Naritas internationella flygplats, som också utgick från Kanada. I det här fallet exploderade en väska på marken innan den placerades på ett annat Air India-flygplan. Bevis från explosionen pekade på ett försök att spränga två trafikflygplan samtidigt.
Utredningen och lagföringen pågick nästan 20 år och gjorde detta till den dyraste rättegången i Kanadas historia med kostnader på nästan CAD $130 miljoner. Även om vissa sikhiska anhängare skyllde bombningarna på en operation utförd av indisk underrättelsetjänst för att misskreditera deras rörelse, bestämde kanadensiska myndigheter att de huvudmisstänkta i bombningarna var medlemmar i den sikhiska militanta gruppen Babbar Khalsa och andra relaterade grupper baserade i Kanada. Trots att en handfull medlemmar greps och ställdes inför rätta var Inderjit Singh Reyat den enda personen som dömdes för inblandning i bombningarna, på grund av brist av fasta bevis och olika rättsliga och undersökande fel. Singh erkände sig skyldig till dråp 2003 och dömdes till 15 års fängelse för att ha byggt bomber som exploderade vid Narita och ombord Flight 182.
Några år senare togs beslut om att tillsätta en undersökningskommission för att fördjupa utredningen av attacken. Kanadas generalguvernör utnämnde 2006 den tidigare domaren i Högsta domstolen John C. Major att leda undersökningskommissionen. Kommissionens rapport släpptes den 17 juni 2010, och visade att en hel serie av fel orsakade av landets regering, Royal Canadian Mounted Police (RCMP) och Canadian Security Intelligence Service (CSIS) hade möjliggjort att terroristattacken kunde äga rum.

## Nationaliteter
Totalt omkom 329 personer. Nationaliteterna var:
| Nationalitet   | Passagerare | Personal | Totalt |
| -------------- | ----------- | -------- | ------ |
| Kanada         | 268         | 0        | 268    |
| Storbritannien | 27          | 0        | 27     |
| Indien         | 2           | 21       | 23     |
| USA            | 9           | 0        | 9      |
| Argentina      | 0           | 1        | 1      |
| Spanien        | 1           | 0        | 1      |
| Total          | 307         | 22       | 329    |